# American Society of Heating, Refrigerating and Air-Conditioning Engineers

Logo

Altes Logo

Die American Society of Heating, Refrigerating and Air-Conditioning Engineers (ASHRAE) ist ein Berufsverband aller in Heizungs-, Kühlungs-, Lüftungs- und Klimaanlagenbau Tätigen in den USA. Sitz der Vereinigung ist Atlanta, Georgia.
Sie wurde im Jahr 1894 als American Society of Heating and Ventilating Engineers (ASHVE) gegründet, 1954 änderte sie den Namen in American Society of Heating and Air-Conditioning Engineers (ASHAE). Ihren heutigen Namen erhielt die Organisation 1959 durch den Zusammenschluss mit der American Society of Refrigerating Engineers (ASRE).
Das ASHRAE-Handbuch ist ein aus vier Bänden bestehendes Nachschlagewerk der Klimatechnik. Jedes Jahr wird ein Band neu aufgelegt. ASHRAE veröffentlicht auch Normen und Richtlinien im Bereich Klimatechnik, auf die in Bauordnungen Bezug genommen wird.
Monatlich wird die Zeitschrift ASHRAE Journal veröffentlicht.